# Igreja Matriz do Salvador de Alcáçovas
A Igreja Matriz do Salvador de Alcáçovas, também referida como Igreja Paroquial de Alcáçovas ou Igreja de São Salvador, localiza-se na freguesia  de Alcáçovas, município de Viana do Alentejo, distrito de Évora, em Portugal.
Esta Igreja, incluindo o seu adro e o cruzeiro, está classificada como Imóvel de Interesse Público desde 1993.

## História e descrição
A Igreja de São Salvador é uma igreja do século XVI (1530-1535) e tem a sua origem na capela do antigo castelo que data de 1308.
Primeiro edifício do estilo templo-salão é um excelente exemplar da convivência entre o Renascentista e o Barroco. 

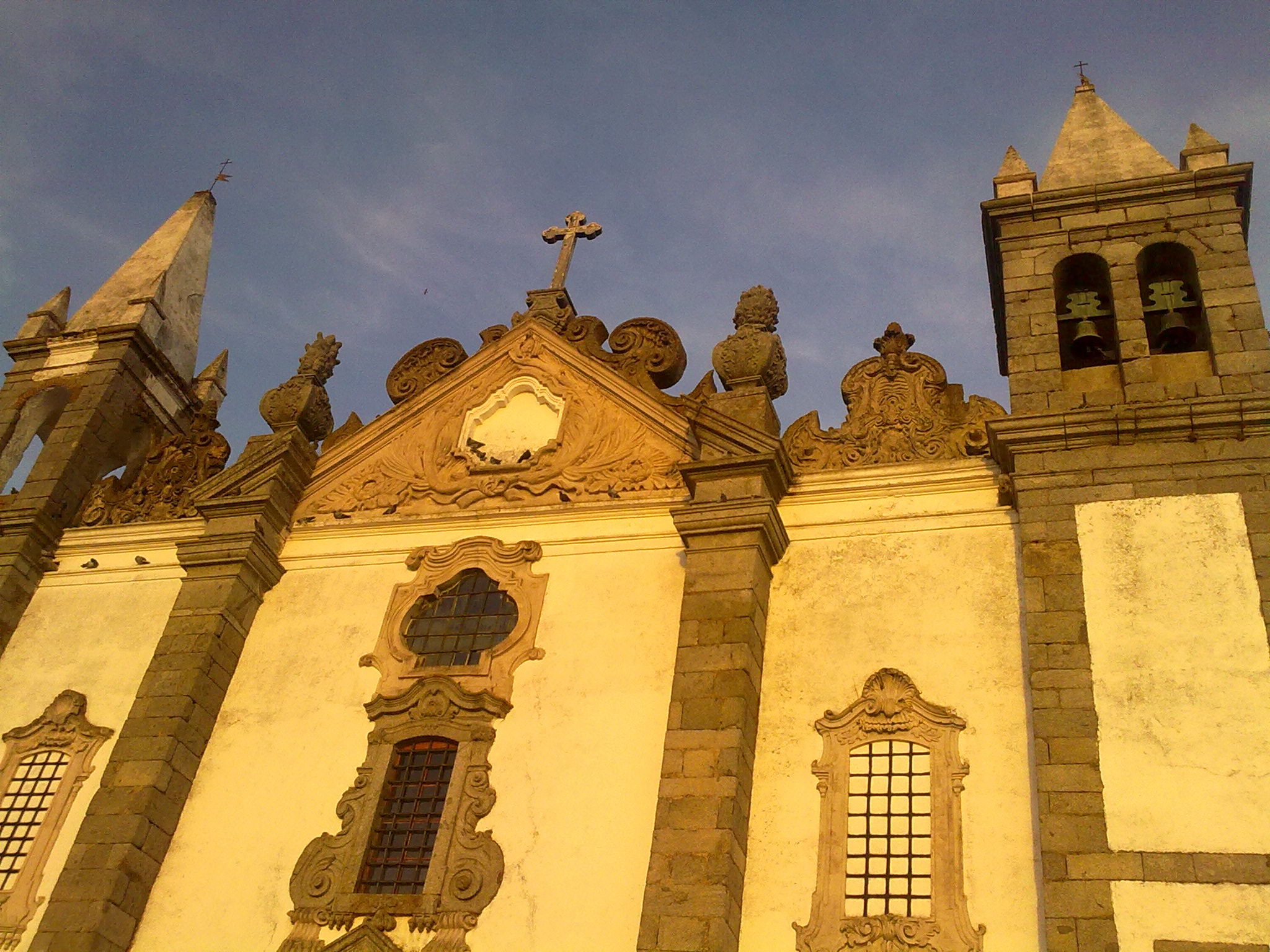
Pormenor da fachada

Nesta Igreja podemos visitar o Panteão dos Henriques e apreciar um conjunto de quatro leões de madeira da Índia oferecidos por Vasco da Gama ao Senhor de Alcáçovas.
Tem quatro capelas laterais, um baptistério e uma grandiosa capela-mor, no tecto da qual podemos observar um conjunto de brasões dos benfeitores da construção do edifício. De salientar as armas reais de D. Manuel I e as armas da Santa Sé.
No corredor central da Igreja podem-se admirar os túmulos dos vários Senhores de Alcáçovas.